# Gorenja Nemška vas
Gorenja Nemška vas este o localitate din comuna Trebnje, Slovenia, cu o populație de 115 locuitori.